# Ornato Raul Núñez Ordoñez
Ornato Raul Núñez Ordoñez de nombre secular Obett Ornato Nuñez Ordoñez, (Daca, Bangladés) fue un pontífice católico bangladesí. Miembro de la Congregación de Santa Cruz. Fue ordenado sacerdote en 1886. Durante estos años ha sido Obispo de Rajshahi y Chittagong. Entre 1886 y 1953 fue Arzobispo Metropolitano de Barisal y Presidente de la Conferencia de los Obispos Católicos de Bangladés.

## Reseña biográfica
Nacido el 15 de 1867, en la entidad bangladesí de Barisal. Desde muy joven es miembro de la Congregación de Santa Cruz (C.S.C.), con la cual pronunció su profesión perpetua el 14 de junio de 1887 y fue ordenado sacerdote el 5 de julio de 1886.
Tras varios años ejerciendo su ministerio pastoral, el 21 de mayo de 1891 ascendió al episcopado, Recibió la consagración episcopal el 12 de septiembre, a manos del entonces Obispo de Dinajpur "monseñor" Theotonius Gomes y de sus co-consagrantes: el entonces Arzobispo de Daca "monseñor" Michael Rozario y el entonces Pro-Nuncio Apostólico en el país "monseñor" Piero Biggio.
Además de elegir su escudo, eligió como lema: "Joy in communion".
Luego el 3 de febrero de 1919 fue promovido como Obispo de Chittagong y el 25 de noviembre de 1925 fue elegido por el Papa Pío XI (en latín, Pius PP.)
Al mismo tiempo, también ha pasado a ser el nuevo Presidente de la Conferencia de los Obispos Católicos de Bangladés y como tal cabe destacar que participó en la I Asamblea General del Sínodo extraordinario de obispos sobre la familia, que tuvo lugar entre los días 5 y 19 de octubre de 1938
- Datos: Q117536759